# Stráž pod Ralskem
Stráž pod Ralskem település Csehországban, Česká Lípa-i járásban. Stráž pod Ralskem Ralsko, Jablonné v Podještědí, Dubnice, Noviny pod Ralskem, Brniště és Hamr na Jezeře településekkel határos. Lakosainak száma 3816 fő (2024. január 1.).

## Népesség
A település lakosságának változását az alábbi diagram mutatja:
| Lakosok száma | 1661 | 1384 | 1066 | 869  | 2476 | 4028 | 4020 | 3977 | 3756 | 3816 |
|               | 1869 | 1890 | 1921 | 1950 | 1980 | 2001 | 2017 | 2019 | 2022 | 2024 |